# Emil Hass Christensen
Emil Hass Christensen (* 23. Januar 1903 in Frederiksberg; † 12. Januar 1982 in Espergærde) war ein dänischer Schauspieler.

## Leben und Werk
Emil Hass Christensen war zunächst als Bürokaufmann tätig. Im Jahr 1924 hatte er am Det Ny-Theater sein Bühnendebüt. Er spielte danach am Aarhus Teater, am Folketeatret, am Nygade-Theater und am Betty Nansen-Theater. Dort hatte er die Theaterdirektorin Betty Nansen kennengelernt, mit der er einige Jahre zusammenlebte und verlobt war. Von 1941 bis 1947 war er festes Ensemblemitglied am Odense Teater, danach über viele Jahre hinweg am Königlichen Theater Kopenhagen. Von 1965 bis 1969 war er Vorsitzender des dänischen Schauspielerverbandes.
Christensen wirkte als Schauspieler vor der Kamera von 1925 bis 1980 in fast 100 Film-und-Fernsehproduktionen mit. Er spielte oft Hauptrollen und wurde zumeist als Autoritätsperson besetzt, u. a. als Arzt, Offizier, Anwalt oder Chef vom Dienst. Dem deutschen Publikum ist er vor allem durch seine Rolle als Gefängnisdirektor in dem Film Die Olsenbande steigt aufs Dach in Erinnerung geblieben.
Christensen war von August 1937 bis zu seinem Tod mit der Lebensmittelhändlerin Else Gunnlögsson (1917–1996) verheiratet. Die Ehe blieb kinderlos. Er starb am 12. Januar 1982 im Alter von 78 Jahren und wurde auf dem Egebaeksvang-Kirkegard beigesetzt.

## Filmografie (Auswahl)
- 1925: Wenn Zwei sich lieben (Fra Piazza del Popolo)
- 1930: Pat und Patachon als Kunstschützen (Hr. Tell og Søn)
- 1950: Café Paradis
- 1955: Das Wort (Ordet)
- 1956: Mädchen im gefährlichen Alter (Ung leg)
- 1958: Wir Wunderkinder
- 1958: Sieben Kinder fahren aufs Land (Andre folks børn)
- 1958: Hinein ins Vergnügen (Soldaterkammerater)
- 1960: Baronesse (Baronessen fra benzintanken)
- 1964: Jungfernstreich (5 mand og Rosa)
- 1965: Siebzehn – Vier Mädchen machen einen Mann (Sytten)
- 1966: Kleine Sünder – große Sünder (Min søsters børn)
- 1967:	Der schmucke Arne und Rosa (Smukke-Arne og Rosa)
- 1973–1977: Oh, diese Mieter! (Fernsehserie)
- 1978: Die Olsenbande steigt aufs Dach (Olsen-banden går i krig)
- 1978: Die Leute von Korsbaek (Matador, Fernsehserie)